# Week-end à Rome
Singles de Étienne Daho
Sortir ce soir
(1983) Tombé pour la France
(1985)
Pistes de La notte, la notte
Sacré Kiko
Week-end à Rome est une chanson synthpop composée et interprétée par Étienne Daho, sortie en single le 1er mars 1984 et le 3 mars sur l'album La notte, la notte.
La chanteuse Lio interprète les passages en italien du morceau.

## Historique
Trente-et-un ans après sa sortie, le chanteur a déclaré, sur RTL à l'occasion de la sortie d'un best-of, qu'il n'aimait pas particulièrement cette chanson : « Ce n'est pas une de mes meilleures chansons. Ce n'est pas un de mes plus grands succès, j'ai des chansons qui ont mieux marché que ça. Mais c'est une chanson qui reste très emblématique parce qu'elle a capturé un moment de temps. C'est une bulle et c'est une de mes rares chansons qui est frontalement légère. »

## Reprises
Le groupe anglais Saint Etienne reprend le titre de Daho dans une version anglophone intitulée He's on the Phone, qui sort en single en 1995. En 2019, la chanson est incluse dans la réédition deluxe de Reserection, album de collaboration entre Saint Etienne et Étienne Daho initialement sorti en 1995.
Julien Doré la reprend en piano-voix sur une édition collector de son album Løve sortie en 2014.
Le groupe Nouvelle Vague reprend Week-end à Rome avec Vanessa Paradis en 2020 sur l'album Version française.